# オルマ (小惑星)
オルマ (2517 Orma) は、小惑星帯の小惑星。パウル・ヴィルトがスイスのツィンマーヴァルトで発見した。
小惑星番号の2517を並べ替えると1257になることから、1257番の小惑星モーラ (Móra) のアナグラムで、M-O-R-A → O-R-M-Aと命名された。